# Geprüfter Automobil Teile- und Zubehörverkäufer
Der Geprüfte Automobil Teile- und Zubehörverkäufer (GATZV) ist eine berufliche Qualifizierung in der Automobilbranche. Im Automobilservice nimmt der Geprüfte Automobil Teile- und Zubehörverkäufer  eine zentrale Funktion ein. Das Kraftfahrzeuggewerbe und die Automobilindustrie haben daher die fabrikatsübergreifende Weiterbildung etabliert.

## Berufsbild
Der Geprüfte Automobil Teile- und Zubehörverkäufer berät Kunden bezüglich des Kaufs von Zubehör, Reifen, Accessoires und jeglicher verfügbarer Ersatzteile am Fahrzeug. Gute kommunikative und beratende Fähigkeiten sowie Verkaufstalent sind dabei notwendig. Weiterhin arbeitet der Geprüfte Automobil Teile- und Zubehörverkäufer eng mit den Mitarbeitern vom Service und Verkauf zusammen und ist somit eine wichtige Schnittstelle im Autohaus.

## Aufgaben
Das Erlernen von Gesprächs- und Verkaufstechniken sowie Zubehörmarketing sind in der Weiterbildung zentral.
Inhalte der Weiterbildung:
- Marketing im Teile- und Zubehörbereich
- Wirtschaftlichkeit
- Rechtliche Grundlagen
- Organisation
- Automobil Teile- und Zubehörverkäufer-Persönlichkeit
- Kommunikations- und Gesprächstechniken

## Voraussetzungen
Um sich zum Geprüfte Automobil Teile- und Zubehörverkäufer weiterbilden zu können, müssen folgende Voraussetzungen erfüllt sein:
- Erfolgreich abgeschlossene Berufsausbildung mit 1-jähriger Berufserfahrung oder Ausbildung zur Fachkraft für Lagerlogistik,
- Anstellung in einem Autohaus, dessen Hersteller / Importeur zertifiziert ist, die Qualifizierung zum Geprüften Automobil Teile- und Zubehörverkäufer durchzuführen,
- Bestehen eines Kfz-technischen Eingangstests (dieser Test entfällt, wenn eine abgeschlossene Kfz-technische Ausbildung vorliegt).[2]

## Dauer der Weiterbildung
Die Weiterbildungsdauer beträgt mindestens 5 Monate mit 12 Tagen in den Trainingszentren der Automobilindustrie.

## Prüfung
Am Ende der Qualifizierungsmaßnahme steht eine standardisierte Abschlussprüfung. Die Durchführung liegt in der Zuständigkeit der Hersteller/Importeure. Die Prüfung besteht aus einem schriftlichen und einem mündlichen Teil.

## Abschluss
Die erfolgreich absolvierte Abschlussprüfung wird durch ein bundeseinheitliches Branchen-Zertifikat dokumentiert. Dieses von den Verbänden der Automobilbranche (ZDK/VDIK/VDA) getragene Zertifikat verleiht dem Absolventen den Status des professionellen und Geprüften Automobil Teile- und Zubehörverkäufers.

## Verwandte Berufe
- Geprüfter Kfz-Servicetechniker (m/w)
- Meister im Kfz-Techniker-Handwerk (m/w)
- Geprüfter Automobilverkäufer (m/w)
- Geprüfter Automobil-Serviceberater (m/w)